# Nari (huyện)
Nari là một huyện thuộc tỉnh Konar, Afghanistan. Dân số thời điểm năm 1999 là 13,596 người.